# استوکس‌بی ویت هرینگ‌بی
استوکس‌بی ویت هرینگ‌بی (به انگلیسی: Stokesby with Herringby) یک روستا و محله مدنی در بریتانیا است که در Great Yarmouth واقع شده‌است. استوکس‌بی ویت هرینگ‌بی ۸٫۶۱ کیلومتر مربع مساحت و ۳۳۰ نفر جمعیت دارد.